# Vittorio Amicarelli
Vittorio Amicarelli (Sala Consilina, 23 marzo 1907 – Napoli, 30 gennaio 1971) è stato un architetto italiano.

## Biografia
Vittorio Amicarelli nasce a Sala Consilina il 23 marzo 1907, ma cresce e studia a Napoli, dove nel 1927 consegue il diploma di perito tecnico costruttore civile presso l'Istituto tecnico "Alessandro Volta". Entra come collaboratore nello studio dell'ingegnere Girolamo Ippolito e nel dicembre del 1931 si iscrive alla Scuola superiore di architettura. Nel 1935 il Regio decreto n. 2127 sancisce la trasformazione della Scuola superiore in Facoltà di architettura di Napoli, con sede a palazzo Gravina. Amicarelli, non ancora laureato, riceve l'incarico di addetto all'ufficio di presidenza e alla riorganizzazione delle attività didattiche e la nomina a responsabile della biblioteca di Facoltà. Nel contempo, a causa delle precarie condizioni economiche seguite alla scomparsa dei genitori, continua a collaborare con lo studio Ippolito. Nel 1937 consegue la laurea e nel 1938 l'abilitazione professionale; nello stesso anno gli viene assegnata la borsa di studio "Enrico Alvino", che gli consente di iscriversi al corso biennale di perfezionamento in Studi storici di monumenti classici romani, concluso in un solo anno a seguito della speciale autorizzazione concessagli dietro sua richiesta dalla Commissione esaminatrice.
Quando, grazie a un apposito finanziamento, ha inizio il restauro di palazzo Gravina gli vengono affidati l'organizzazione del cantiere, i rilievi dell'edificio e la direzioni dei lavori. Nell'aprile del 1939 partecipa ai XVI Littoriali della cultura e dell'arte, tenutisi a Palermo. Entra quindi a far parte del gruppo di architetti incaricati di progettare il complesso dei padiglioni che costituiranno l'Esposizione triennale delle terre italiane d'oltremare nel quartiere napoletano di Fuorigrotta. Si tratta di un'esperienza altamente formativa: gli vengono affidati i lavori di rilievo dell'area, la progettazione dell'Arena flegrea (insieme con l'architetto Giulio De Luca) e della rete viaria, i lavori per la realizzazione del palazzo degli uffici, dell'ingresso principale e dei padiglioni Repubbliche marinare, Roma ed Esercito. Viene infine incaricato della realizzazione del muro di cinta, dell'ingresso del parco divertimenti, del parco faunistico e dei padiglioni riservati alle autorimesse, alla falegnameria, alle officine meccaniche e ai servizi generali. Nel 1939 riceve l'incarico di docente di Tecnologia dei materiali e tecnica delle costruzioni presso la Facoltà di Napoli e realizza una villa per la famiglia Telese nell'isola di Ischia. Nel 1941 il Ministero dell'educazione nazionale lo nomina assistente alla cattedra di Architettura e disegno geometrico presso il Liceo artistico di Napoli. Dal 1941 al 1943 è consulente dell'Ufficio tecnico dell'Ente autonomo per la valorizzazione dell'isola di Ischia, impegnato in particolare nella redazione del piano paesistico, in conformità alla legge n. 1497 del 1939, e nella sistemazione dell'area portuale. Nello stesso periodo è incaricato di realizzare nell'isola le ville delle famiglie Russo, Lezza e Brunner. Nel 1942 Vittorio Amicarelli si trova di frequente a sostituire i colleghi impegnati nelle operazioni belliche; svolge in particolare i corsi dei professori Piccinato, Rosi e De Luca.
Nel dopoguerra Napoli, come tutte le città coinvolte nel conflitto, vede una forte ripresa dell'attività edilizia. Nel 1945 Amicarelli viene incaricato di progettare e realizzare, in collaborazione con gli ingegneri Costanzo Lembo e Antonio Massimino, il complesso turistico di Marina Grande, costituito da un cinema e da un ristorante. Nel 1948 iniziano i lavori di progettazione del complesso turistico di Marina Piccola, "La canzone del mare", che viene inaugurato due anni dopo e attesta la particolare capacità del progettista di assecondare la conformazione orografica del territorio. Nel 1951 Amicarelli realizza a Salerno lo stabilimento balneare "Lido Napoli". Tra gli anni quaranta e gli anni cinquanta ristruttura l'Hotel Morgano a Capri e l'Hotel Miramare a Napoli. Nel 1949 riceve dalla società Immobiliare di Mergellina l'incarico di realizzare due edifici ad uso abitativo nei pressi del porticciolo. Nel 1948 è incaricato dall'INAIL di realizzare due degli edifici progettati dall'architetto Francesco Di Salvo per un complesso residenziale. Durante la costruzione del primo edificio, sito in via Manzoni alla confluenza con via Orazio, i lavori erano stati sospesi dalla Soprintendenza per i beni architettonici; poco dopo vengono ripresi e affidati dall'Ente a Vittorio Amicarelli, al quale in seguito viene conferito anche l'incarico di progettare un secondo edificio ad uso abitativo. Un'altra palazzina viene realizzata al civico 181 di via Tasso (1953-1954), mentre sul lato opposto della stessa strada l'architetto realizza la villa dei fratelli Pietro e Guido Maffettone (1961).
Tra le altre opere di Amicarelli ricordiamo una villa in via Nevio e la residenza del responsabile della SME ad Agnano (1954). Negli anni cinquanta e sessanta Amicarelli realizza due strutture sanitarie private, la clinica Santa Patrizia in località Secondigliano (1958) e la Villa dei fiori a Mugnano (1967-1968). Edifici ad uso residenziale vengono realizzati a Caserta, Grumo Nevano e Castellammare di Stabia. Nella seconda metà degli anni sessanta Amicarelli dirige i lavori di costruzione di due ville a Miseno e di due abitazioni residenziali a Meta di Sorrento. Muore a Napoli il 30 gennaio 1971.

## Archivio
L'archivio Vittorio Amicarelli è stato custodita dagli eredi, che nel 2011 ne hanno disposto il deposito presso l'Associazione amici degli archivi, dove è tuttora conservato. La documentazione copre un arco cronologico dal 1933 al  1971, ed è prevalentemente costituita dal carteggio relativo all'attività svolta da Amicarelli presso la Facoltà di Architettura di Napoli,  e da quella relativa ai progetti, realizzati prevalentemente per committenti privati, comprende scritture cartacee ed elaborati grafici.